# فوربس
فوربس (بالإنجليزية: Forbes)‏ هي شركة نشر ووسائل إعلام أمريكية، وأبرز منشوراتها هي مجلة فوربس الشهرية التي تعد أكثر القوائم شهرة في العالم, وتعنى في الدرجة الأولى بإحصاء الثروات ومراقبة نمو المؤسسات والشركات المالية حول العالم. وأهم ما تقوم به توفير المعلومات المالية والاقتصادية وتقوم كل عام برصد وإحصاء أرصدة أغنياء العالم. تمتلك فوربس 7 نسخ بلغات مختلفة منها نسخة عربية كانت تصدر باسم «فوربس العربية»، مدير تحريرها اللبناني رفعت جعفر، قبل أن يتوقف إصدارها في أبريل 2009.

## تاريخ الشركة
تأسست مجلة فوربس عام 1917 من طرف المهاجر الاسكتلندي بيرتي تشارلز فوربس (1880-1954). بعد وفاته عام 1954 تولى إدارة المجلة ابنه بروس تشارلز فوربس (1916-1964). وبعد وفاة بروس تولى الإدارة أخوه مالكولم ستيفنسون فوربس (1917-1990). بعد وفاة مالكوم أصبح ابنه الكبير ستيف فوربس (1947) الرئيس والمدير التنفيذي ورئيس تحرير مجلة فوربس.
وعاودت فوربس الصدور باللغة العربية من جديد في نهايات العام 2010 في دبي وترأس تحريرها السيدة خلود العميان

## طبعات مختلفة

### فوربس الشرق الأوسط
هي النسخة العربية من المجلة الأمريكية الشهيرة (FORBES) وعينت خلود العميان رئيس تحرير لها وهي خريجة جامعة اليرموك الأردنية. يقوم بنشرها في منطقة الشرق الأوسط وشمال أفريقيا الدكتور ناصر الطيار عن طريق دار الناشر العربي. وتعتبر المجلة مستقلة في تحريرها عن مجلة فوربس الأمريكية، وتقوم بنشر مقالات يكتبها فريق مختص بفوربس الشرق الأوسط بالإضافة لعدد من القصص المترجمة.

## القوائم
تنشر مجلة فوربس قوائم عديدة في شتى المجالات، ولعل أشهرها على الإطلاق قائمة 100 شخص الأغنى في العالم.

### الأشخاص
- قائمة 100 شخص الأغنى في العالم.

## فوربس 8
في نوفمبر 2019، أطلقت فوربس منصتها لالوسائط المتدفقة فوربس 8، وهي شبكة فيديو عند الطلب تظهر لأول مرة قائمة من المحتوى الأصلي الذي يستهدف رواد الأعمال.  تضم الشبكة حاليًا آلاف مقاطع الفيديو ووفقًا لـ فوربس هي عبارة عن «نتفلكس لرواد الأعمال».

## وصلات خارجية
- الموقع الرسمي للمجلة باللغة الإنجليزية